# Мантелет

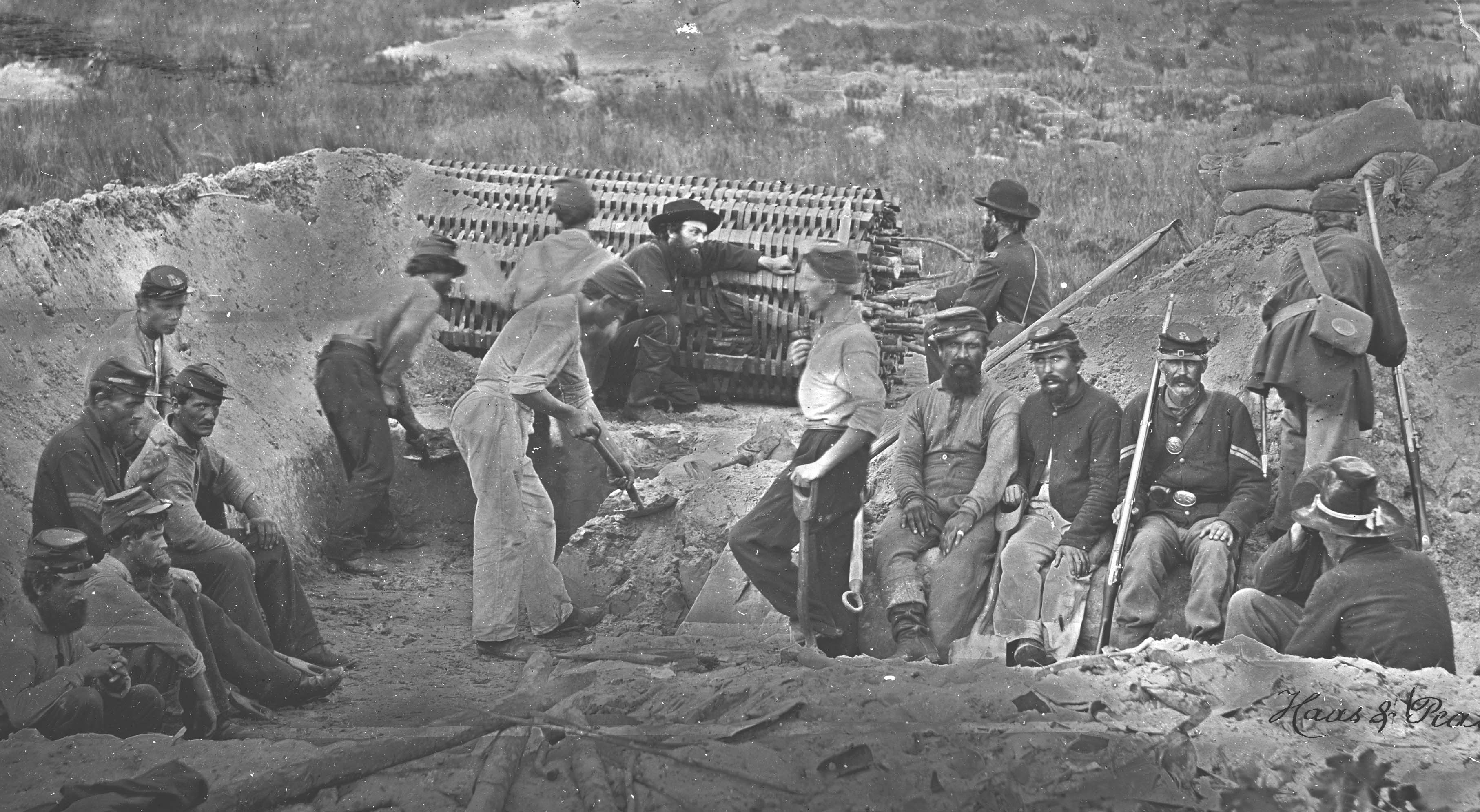
Сапёры роют траншею под прикрытием передвижного заграждения — мантелета.

Мантелет или мантлет — щит больших размеров, используемый при осаде крепостей.
В других источниках указано что Мантеле́т (м. воен.) подвижной щит, обитый войлоками и листовым железом, или тур, для защиты от пуль, при осадных работах, и мантелет — огромный, уложенный горизонтально тур, наполненный хворостом, постепенно выкатываемый вперед при тихой туровой сапе, служа головным прикрытием. В более общем смысле — блиндаж с амбразурами, прикрытыми щитами.

## История
Мантелет создавался из дерева и размещался непосредственно около осаждаемого замка. Также обтягивался сырыми кожами (для огнеупорности и прочности), набивался шерстью животных, бревнами, фашинами и тому подобное. Мантелеты обычно делали с колёсами из-за их огромного веса и при осаде подкатывали к крепости. За щитами прятались пехотинцы с луками, которые отстреливались до попадания в «мёртвую» для вражеских стрелков зону непосредственно у подножия замка, затем луки менялись на оружия ближнего боя, ставились лестницы и начинался штурм крепости. Главным врагом мантелета была артиллерия: при её наличии у осажденных применение мантелета было уже невозможно.
Мантелет использовался во все века, со временем преобразовался в большой тур (5−7' диаметром и 7−8' длиной), который был в постоянном употреблении в эпоху гладкоствольной артиллерии и даже сохранился в первое время при введении нарезного оружия. Большие туры клали боком в голове сап и заполняли его кусками фашин, бревен, шерстью и тому подобное. Сапёры, перекатывая его постепенно перед собой, укрыто продвигались под его защитой вперед к атакованному верку. Большие туры хорошо сопротивлялись не только пулям прежних крепостных ружей, но даже и ядрам. На начало XX столетия, при силе и меткости современного огня, Большие туры уже были совсем неприменимы.

## Галерея

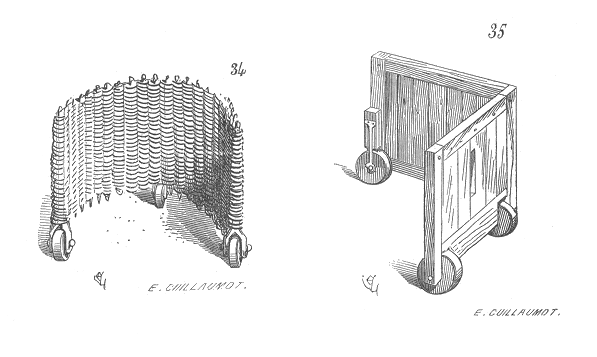
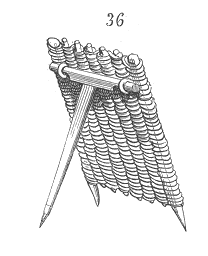
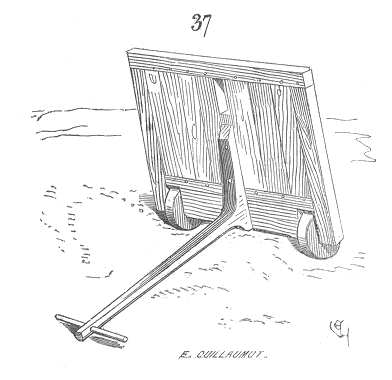